# Gargellenfenster

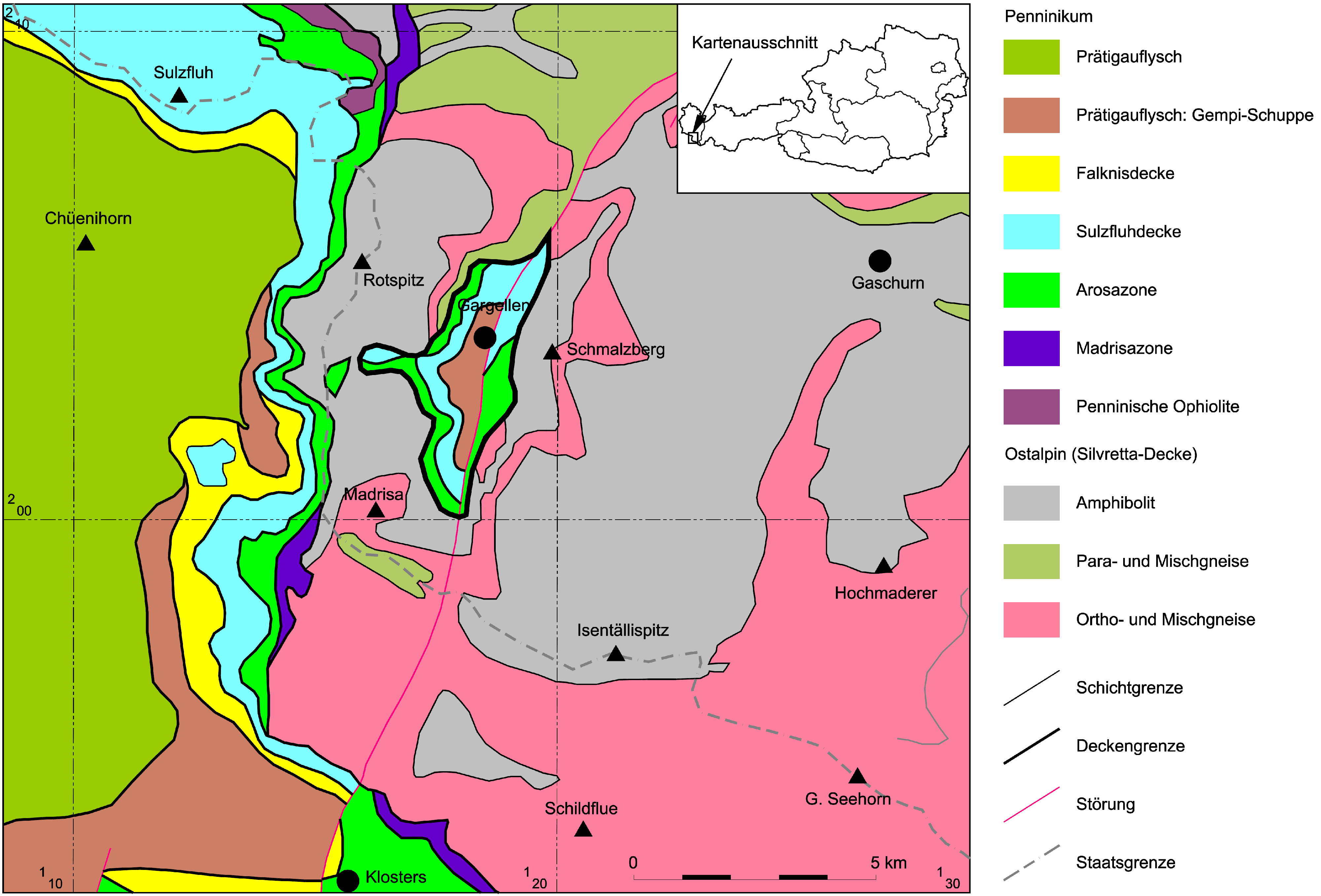
Geologische Kartenskizze des Gargellenfensters (Fenster stark umrandet)

Gargellenfenster ist die geologische Bezeichnung für ein tektonisches Fenster in Vorarlberg, in dem Gesteinseinheiten des Penninikums unter dem tektonisch überlagernden Kristallin des Ostalpins an der Oberfläche aufgeschlossen ist. Es liegt rund um die Ortschaft Gargellen im Gargellental, einem Seitental des Montafon in Vorarlberg am Westrand der österreichischen Zentralalpen. Das Gargellenfenster wurde erstmals 1843 von dem Markscheider Alois Richard Schmidt in seiner geologischen Karte Vorarlbergs beschrieben.

## Geologischer Bau
Das Gargellenfenster entstand dadurch, dass der Suggadin-Bach sich entlang des Landwasser-Gargellen-Lineaments, einer größeren Störung, in die Gesteine der Silvretta-Decke eintiefte und an seinem Grund die unterlagernde Baueinheit anschnitt. Es besitzt in der Kartenansicht eine Fläche von achteinhalb Quadratkilometern und verläuft über etwa 6,5 km in Nord-Süd-Richtung zu beiden Seiten des Tales, wenn auch der größte Flächenanteil auf der Westseite liegt. An seiner breitesten, zungenförmig auf das Sankt Antönierjoch zulaufenden Stelle misst es knapp drei Kilometer, die durchschnittliche Breite liegt bei anderthalb Kilometern.
Nur wenige 1000 Meter westlich des Gargellenfensters liegt der Westrand der Silvretta-Decke, die zum Ostalpin gezählt wird. Von dort aus nach Westen ist das Penninikum weitflächig an der Oberfläche verbreitet, Gesteine des Ostalpins sind dann nicht mehr vorhanden, und nur einzelne Reste sind in der Westschweiz als tektonische Klippen von der Abtragung verschont geblieben. Das Gargellenfenster ist jedoch noch auf allen Seiten von den Gesteinen der Silvretta-Decke umgeben.
Alle Einheiten des Gargellenfensters sind stark ausgewalzt, und ihre Schichtenfolge ist reduziert. Von unten nach oben sind unter dem Kristallin vier tektonischen Deckeneinheiten aufgeschlossen:
- Prättigauflysch: Ton- und Mergelschiefer, Sandsteine mit wechselndem Kalkgehalt und teilweise quarzitisch, stellenweise Brekzien. Foraminiferen des Paläozäns/Eozäns oder der obersten Kreide wurden nachgewiesen.
- Falknisdecke: Mergelschiefer und in Bruchstücken vorliegender, heller Kalkstein. Foraminiferen der Couches Rouges
- Sulzfluhdecke: hellgrauer Sulzfluhkalk, Klippenbildner mit 50 bis 70 m hohen Felswänden, an der Basis an einigen Stellen Granit (Sulzfluhgranit)
- Arosa-Zone: Kalk- und Tonschiefer, Radiolarite, kieselige Schiefer. Die ganze Einheit ist infolge ihrer Position direkt unter der Deckenbahn stark tektonisch beansprucht

Überlagert werden die penninischen Einheiten von den Gneisen, Glimmerschiefern, Amphiboliten und Phylliten der Silvrettadecke.

## Geologische Bedeutung
Im Gargellenfenster tritt unter den Decken der ostalpinen Silvretta-Decke fensterartig der tiefere Untergrund zu Tage. Durch tektonische Hebung und anschließende Abtragung sind die ursprünglich auflagernden Decken in einem kleinen Gebiet verschwunden, so dass heute inmitten der Gneise, Glimmerschiefer, Amphibolite und Phyllite der Silvretta-Decke tiefere penninische Decken aufgeschlossen sind. Diese penninischen Decken entstammen dem Außenbereich der Europäischen Kontinentalplatte, die während der alpidischen Gebirgsbildung von der aus südlicher Richtung stammenden Adriatischen Platte überfahren wurde, deren Gesteine das heutige Ostalpin aufbauen.
Andere Fenster, das etwa 20 km südöstlich liegende Engadiner Fenster, das Tauernfenster und das ganz im Osten der Alpen liegende Rechnitzer Fenster, haben für die Erforschung des Baustils der Alpen eine große Rolle gespielt. Die in den genannten Fenstern auftretenden Gesteine des Penninikums weisen nach, dass die sonst weitflächig in den österreichischen Alpen überdeckenden Gesteine ortsfremd sind, also von weither über ihr Unterlager verfrachtet wurden. Das Gargellenfenster steht wegen seiner geringen Größe und randlichen Lage in dieser Reihe etwas abseits, dennoch bestätigt es die in den anderen Aufschlüssen gewonnenen Erkenntnisse.